# Arrone
Arrone es una localidad italiana de la provincia de Terni, región de Umbría, con 2.878 habitantes.

## Evolución demográfica
| Gráfica de evolución demográfica de Arrone entre 1861 y 2001 |
|                                                              |
| Fuente ISTAT - Elaboración gráfica por parte de Wikipedia    |